# Pterocalla plumitarsis
Pterocalla plumitarsis är en tvåvingeart som beskrevs av Friedrich Georg Hendel 1909. Pterocalla plumitarsis ingår i släktet Pterocalla och familjen fläckflugor.
Artens utbredningsområde är Bolivia. Inga underarter finns listade i Catalogue of Life.